# Iglesia Presbiteriana de Río de Janeiro
La iglesia Presbiteriana de Río de Janeiro, también conocida como la catedral Presbiteriana de Río de Janeiro, es una iglesia protestante reformada, de orientación calvinista presbiteriana, que depende de la Iglesia Presbiteriana de Brasil. Se encuentra en el barrio Centro de la Zona Central de Río de Janeiro, a pocos pasos de la plaza Tiradentes. Fue construida en 1862 y es de estilo neogótico.

## Historia
El misionero norteamericano Ashbel Green Simonton fundó la iglesia el 12 de enero de 1862. Esta tuvo otras sedes, antes de establecerse en la actual en 1870. El 29 de marzo de 1874 se inauguró el edificio como la primera iglesia de los presbiterianos en Brasil. Entre 1897 y 1925, el Álvaro Reis se convirtió en su pastor. 
En agosto de 1926, el reverendo Matthias Gomes de Santos tomó la iniciativa de construir un nuevo templo. Con tal fin, invitó al arquitecto Ascanio Viana, que diseñó el edificio en un estilo neogótico. La construcción duró aproximadamente 14 años. La obra ha sido renovada en varias ocasiones, la última en 2002. La iglesia celebró su 150 aniversario el jueves 12 de enero de 2012.